# Huevo de invierno
The Winter Egg es un huevo de Fabergé, diseñado por Alma Pihl y elaborado por el joyero ruso Peter Carl Fabergé, encargado a la Casa Fabergé por Nicolás II de Rusia como regalo de Pascua para su madre, la emperatriz María Fiódorovna Románova en 1914. Se considera una de las mejores creaciones de la Casa Fabergé y la joya más valiosa de los huevos imperiales, se estima su valor entre unos 60 y 70 millones de dólares.

## Diseño
Esta joya, que tardó más de un año en elaborarse y que tiene una altura total de 14,2 centímetros, está formada por un huevo de 10,2 centímetros y una sorpresa de 8,2 centímetros; busca reflejar el frío invierno a través de la transparencia, para lo que se usó escarcha de platino fijada al cristal de roca, decorada con 1.508 diamantes de talla rosa. El huevo está colocado sobre un bloque de cristal de roca tallado que sugiere hielo derretido con riachuelos de 360 diamantes de talla rosa. 
La sorpresa es una cesta de doble asa de platino decorada con 1.378 diamantes, llena de flores blancas talladas en una sola pieza de cuarzo blanco, con tallos y estambres de oro y granates, y, las hojas talladas en nefrita. El musgo desde el que salen las flores también está hecho con oro.

## Historia
El Huevo de invierno fue encargado a la Casa Fabergé por Nicolás II de Rusia como regalo de Pascua para su madre, la emperatriz María Fiódorovna Románova en 1914. El precio de venta inicial fue de 24.600 rublos. Se considera una de las mejores creaciones de la Casa Fabergé y la joya más valiosa de los huevos imperiales, se estima su valor entre unos 60 y 70 millones de dólares.
Después de la Revolución Rusa fue adquirida a finales de los años 1920 por Wartski, un anticuario británico especializado en piezas de joyería rusa. En noviembre de 1994 fue subastado por Christie's por un valor de 5,6 millones de dólares, y en abril de 2002 fue vendido por la misma casa de subastas a un postor anónimo por 9,6 millones de dólares. Algunos investigadores indican que esta joya fue comprada por el Emir Hamad bin Khalifa Al Thani y pertenece a la Familia Real Catarí.
En 2014, el Huevo de invierno fue el tema central del documental del director y escritor inglés Patrick Mark, Faberge: A Life of Its Own.